# Buena Park
Buena Park är en stad (city) i Orange County, i delstaten Kalifornien, USA. Enligt United States Census Bureau har staden en folkmängd på 81 747 invånare (2011) och en landarea på 27,3 km².